# Antoine Mangin d'Oins
Antoine Mangin d'Oins est un homme politique français né le 25 avril 1789 à Versailles et décédé le 26 août 1844 à Paris.

## Biographie
Ancien officier d'état-major, conseiller général, il est député d'Ille-et-Vilaine de 1831 à 1840, il soutient d'abord la Monarchie de Juillet, avant de passer dans l'opposition en 1839. Il démissionne en 1840.

## Sources
- « Antoine Mangin d'Oins », dans Adolphe Robert et Gaston Cougny, Dictionnaire des parlementaires français, Edgar Bourloton, 1889-1891 [détail de l’édition]